# Calle Blancos
Calle Blancos es un distrito del cantón de Goicoechea, en la provincia de San José, de Costa Rica. El distrito de Calle Blancos se caracteriza por su alto desarrollo de actividad industrial y de servicios; Calle Blancos es sede de la Zona Franca del Este.

## Ubicación
Se ubica en el oeste del cantón, limita al norte con el cantón de Moravia, al este con el distrito de Guadalupe, al oeste con el cantón de Tibás, y al sur limita con el distrito de San Francisco y de Guadalupe.

## Geografía
Calle Blancos cuenta con un área de 2,36 km² y una altitud media de 1188 m s. n. m.

## Demografía
Para el año 2022, Calle Blancos cuenta con una población estimada de 16 894 habitantes, y para el último censo efectuado, en 2011, Calle Blancos contaba con una población de 18 984 habitantes.

## Localidades
- Barrios: Calle Blancos (centro), Ciprés, Colonia Florida, Encanto, Esquivel Bonilla, La Concretera, Montelimar, Oficinas, Pinos, Progreso, San Antonio, San Gabriel, Santo Tomás, Volio.

## Cultura

### Educación
Ubicadas propiamente en el distrito de Calle Blancos se encuentran los siguientes centros educativos:
- Escuela Doctor Ferraz
- Santa Mónica School
- Colegio Técnico Profesional

(C.T.P.) de Calle Blancos
- Sain Anthony High School
- Saint Vincent School

### Sitios de interés
- Polideportivo de Calle Blancos
- Zona Franca del Este
- Coca Cola FEMSA
- Plaza San Gabriel
- Servicio Nacional de Aguas Subterráneas, Riego y Avenamientos (SENARA)
- Centro Corporativo Tobogán
- Mall El Dorado
- Telepuerto de Radiográfica Costarricense S.A (RACSA)

## Economía
El distrito de Calle Blancos concentra la mayor parte de la actividad industrial del cantón, principalmente en la parte oeste en los barrios San Gabriel, La Concretera, Progreso y Calle Blancos. Por otra parte los servicios y comercio privado se concentran en las zonas residenciales y en las principales vías del distrito. Calle Blancos es la sede de distintas compañías, como Coca Cola FEMSA, Amazon o Teletech, Macopa, GESSA, Calox, Café Dorado y, además, del Parque Empresarial del Este y el moderno Centro Corporativo El Tobogán.

## Transporte

### Carreteras
Al distrito lo atraviesan las siguientes rutas nacionales de carretera:
- Ruta nacional 32
- Ruta nacional 39
- Ruta nacional 100
- Ruta nacional 109
- Ruta nacional 201

### Ferrocarril
El Tren Interurbano administrado por el Instituto Costarricense de Ferrocarriles, atraviesa este distrito.

## Concejo de distrito
El concejo de distrito del distrito de Calle Blancos vigila la actividad municipal y colabora con los respectivos distritos de su cantón. También está llamado a canalizar las necesidades y los intereses del distrito, por medio de la presentación de proyectos específicos ante el Concejo Municipal. El presidente del concejo del distrito es el síndico propietario del partido Unidad Social Cristiana, Rodolfo Brenes Brenes.
El concejo del distrito se integra por:
| #                       | Partido                             | Nombre                           |
| Síndico propietario     | Síndico propietario                 | Síndico propietario              |
| ----------------------- | ----------------------------------- | -------------------------------- |
| 1                       | Partido Unidad Social Cristiana     | Rodolfo Brenes Brenes            |
| Síndico suplente        |                                     |                                  |
| 2                       | Partido Unidad Social Cristiana     | Julia Flores Trejos              |
| Concejales propietarios |                                     |                                  |
| 3                       | Partido Unidad Social Cristiana     | Anabelle Gómez Mora              |
| 4                       | Partido Unidad Social Cristiana     | José Claudio Masís Salazar       |
| 5                       | Partido Liberación Nacional         | Marvin Brenes Zúñiga             |
| 6                       | Partido Accesibilidad sin Exclusión | Daniela Ledezma Solís            |
| Concejales suplentes    |                                     |                                  |
| 7                       | Partido Unidad Social Cristiana     | Dahianna Solano Flores           |
| 8                       | Partido Unidad Social Cristiana     | José Francisco Zamora Cambronero |
| 9                       | Partido Liberación Nacional         | Jeannette Martínez Bolívar       |
| 10                      | Partido Accesibilidad sin Exclusión | José María Valverde Retana       |